# Lise Defteri
Lise Defteri è una serie TV turca realizzata per Kanal D nel 2003 basata sulla vita degli studenti nel Kabataş Erkek Lisesi.
Racconta la storia di relazioni tra gli studenti e la loro vita quotidiana.
Dapprima è stata trasmessa dalla TV turca Kanal D.
Questa serie TV è finita nel 2004.